# 春が来れば
『春が来れば』（原題：꽃피는 봄이 오면、英題：Spring Time）は、2004年公開の韓国映画。2006年3月25日に日本で公開。

## ストーリー
トランペッターとして交響楽団に入るのが夢だったヒョヌだが、夢かなわぬまま中年になり、中年主婦相手にクラシック音楽の指導をしている。思いを寄せる女性がいたが、彼女は他の男と結婚するらしい。不器用なヒョヌは幸せをつかむのが下手なのだ。そんな彼が心機一転、中学校の音楽教師をやることに。子どもたちと心通わせ、薬剤師の女性とも心通わせていくヒョヌ。彼の人生に転機は訪れるのか…。

## キャスト（日本語吹替）
- チェ・ミンシク（磯部勉）
- キム・ホジョン（石塚理恵）
- チャン・シニョン（湯屋敦子）
- キム・ガンウ（大塚智則）

## スタッフ
- 監督：リュ・ジャンハ
- 脚本：ユン・ジェグン、イ・ウンギョン、チョン・ホドクチェ、リュ・ジャンハ
- 撮影監督：イ・モゲ
- 配給：ソニー・ピクチャーズ
- 上映時間：126分